# Kitawala
Kitawala (pol. Ruch Strażnicy) – ruch religijno-polityczny założony w roku 1908 w Niasie (obecne Malawi) przez Elliota Kenana Kamwanę. W latach 1923–1925 działał głównie w Kongo, a jego celem było dążenie do uzyskania niepodległości tego kraju od Belgii. Podobne ruchy pojawiły się również w Angoli, Mozambiku, Tanzanii i Zambii. Niektóre z nich istnieją do dziś choć straciły na swoim znaczeniu.

## Opis ruchu
Termin „Kitawala” pochodzi od słowa w języku suahili oznaczającego: „dominować”, „kierować”, „rządzić”. Celem ruchu „Kitawala” był antykolonializm, który zdaniem przywódców ruchu łatwiej można było osiągnąć odwołując się do religii. Jego członkowie przechwytywali, studiowali i wykorzystywali do swoich celów publikacje biblijne najpierw Badaczy Pisma Świętego, a później Świadków Jehowy. W miejscach swoich spotkań umieszczali napis w języku angielskim: „Watch Tower” (Strażnica), przez co wielu osobom niesłusznie kojarzyli się ze Świadkami Jehowy. Ruch ten silnie rozwinął się w prowincji Katanga na południowym wschodzie Konga, gdzie dążył do uniezależnienia Konga od Belgii. Na terenach tych ruch Kitawala pojawił się znacznie wcześniej niż Świadkowie Jehowy.
Kitawala wykorzystywała publikacje Świadków Jehowy tak przekręcając ich treść by popierały poglądy polityczne reprezentowane przez ruch, zabobonne praktyki i niemoralny styl życia jej zwolenników. Powszechną praktyką wśród członków ruchu była wymiana żon. Członkowie Kitawali odmawiali płacenia podatków i przeciwstawiali się władzy kolonialnej. Niektóre grupy tego ruchu były uzbrojone. Z tych powodów belgijski rząd zakazał działalności Kitawali.
Z racji używania przez Kitawalę nazwy „Watch Tower” należącej do Towarzystwa Strażnica oraz posługiwania się publikacjami Świadków Jehowy jeszcze w latach 50. działalność tego ruchu była powszechnie mylona z działalnością Świadków Jehowy, a w belgijskich gazetach i czasopismach nawet w latach 60. ukazywały się artykuły oskarżające Świadków Jehowy i Towarzystwo Strażnica o powiązania z tym ruchem.

## Ruchy Strażnicy
W Niasie (obecne Malawi) założycielem i przywódcą pierwszego takiego ruchu był charyzmatyczny Elliot K. Kamwana (1872–1956). W 1908 roku rozpoczął on energiczną kampanię głoszenia korzystając z niektórych publikacji Badaczy Pisma Świętego. Po części opierając swoje wywody na publikacjach Towarzystwa Strażnica głosił on, że oczekiwany powrót Jezusa nastąpi w roku 1914. Kamwana wygłaszał płomienne kazania oraz przeprowadzał spektakularne chrzty na wolnym powietrzu. Pociągnął za sobą tysiące osób oraz założył wiele swoich zborów. Tylko w jednym roku miał ochrzcić 10 tysięcy osób. Ponieważ jednak jego działalność miała charakter polityczny zwrócił uwagę władz Niasy i około 1910 roku został aresztowany i zesłany.
Pozwolono mu na powrót do Niasy w roku 1914, lecz po roku ponownie został zesłany na Seszele choć wyraźnie dystansował się od powstania wznieconego przez Johna Chilembwe. Do Niasy powrócił w roku 1937 zostając do śmierci przywódcą małego ruchu Wacitawala, którego nazwa powstała z połączenia słów „Watch Tower” i „Kitiwala”. Podobne grupy działały na terenie kilku krajów afrykańskich: Angoli, Kongo, Malawi, Mozambiku, Tanzanii i Zambii.

## „Mwana Lesa”
Pierwszym przywódcą ruchu w Kongu był pochodzący z Niasy fanatyczny Tomo Nyirenda (lata 90. XIX w. – 1926), który na początku lat 20. zapoznał się z ruchem E.K. Kamwany i w tym ruchu przyjął chrzest. Za działalność polityczną został aresztowany. Po uwolnieniu, w latach 1923–1925 przeniósł się do prowincji Katanga i nadał sobie tytuł „Mwana Lesa” („Syn Boży”). Nyirenda miał kontakt z kimś z Kapsztadu w Afryce Południowej kto znał nauki Badaczy Pisma Świętego, jednak Nyirenda nauki te przekręcał. Wykorzystując strach miejscowej ludności przed czarną magią obiecywał swoim stronnikom wyzwolenie spod wpływu czarowników. Zapewniał, że nie będą musieli płacić podatków i nie będą podlegać ani władzy państwowej, ani kościelnej. Twierdząc, że udziela chrztu utopił on sporą grupę swoich afrykańskich przeciwników nazywając ich „czarownikami” (po jednym takim zdarzeniu wyłowiono 55 ofiar). W końcu w roku 1926 został aresztowany i powieszony.